# Bu‘eina
Bu‘eina (hebreiska: בעינה) är en ort i Israel.   Den ligger i distriktet Norra distriktet, i den norra delen av landet. Bu‘eina ligger 238 meter över havet och antalet invånare är 7 900.
Terrängen runt Bu‘eina är huvudsakligen kuperad, men åt sydost är den platt. Runt Bu‘eina är det tätbefolkat, med 982 invånare per kvadratkilometer. Närmaste större samhälle är Sakhnīn, 9,0 km nordväst om Bu‘eina. Trakten runt Bu‘eina består till största delen av jordbruksmark.